# Timur Gareev
Timur Gareev, noto anche come Timur Gareyev, (Tashkent, 3 marzo 1988), è uno scacchista uzbeko naturalizzato statunitense.
Di etnia tatara, imparò a giocare a scacchi a sei anni. Nel 2004, all'età di 16 anni, ottenne il titolo di Grande Maestro.
Ha ottenuto il massimo rating FIDE in aprile 2013, con 2682 punti Elo.
Nel 2005 si è trasferito negli Stati Uniti per studiare alla University of Texas at Brownsville, dove si è laureato in Business Marketing. Negli anni 2005-2006 e 2009-2011 ha fatto parte della squadra di scacchi dell'università, portandola a vincere il campionato statunitense per squadre universitarie.
Dal 2012 è iscritto alla Federazione di scacchi statunitense e gioca con la bandiera degli USA in tutte le competizioni. 

## Principali risultati
Ha partecipato a due Olimpiadi degli scacchi con la nazionale uzbeka: Calvià 2004 e Torino 2006, realizzando in entrambe 8 punti su 11.
Nel 2007 ha vinto, alla pari con Vladimir Egin e Anton Filippov, il campionato dell'Uzbekistan.
Ha partecipato con ottimi risultati a vari tornei statunitensi: 
- nel 2011 ha vinto l'open di Chicago e il "Metropolitan Chess FIDE Invitational" di Los Angeles;
- nel 2012 ha vinto il 22° North American Open;[3]
- nel 2013 si è classificato terzo nel 57º Campionato degli Stati Uniti (vinto da Gata Kamsky);
- nel 2018 ha vinto a Middleton il 119º Campionato statunitense open.[4]

## Gioco alla cieca
Gareev è un grande esperto del gioco alla cieca e si è esibito in molte simultanee alla cieca, tra le quali:
- in settembre 2012 a Cypress nel Texas (19 scacchiere);
- in dicembre 2012 ad Honolulu nelle Hawaii (27 scacchiere);
- in maggio 2013 a Saint Louis nel Missouri, su 33 scacchiere (+29 –0 =4).[5]

Il 4 dicembre 2016, alla University of Nevada di Las Vegas, ha stabilito il record mondiale di partite in simultanea alla cieca, precedentemente detenuto dal Maestro FIDE tedesco Marc Lang, che nel 2011 giocò su 46 scacchiere. La simultanea si è svolta contro 48 avversari e si è conclusa, dopo quasi 20 ore di gioco, con il risultato di +35 =7 -6 (80,2 %). Il record  è stato registrato nel Guinness dei primati.
Attualmente (2019) risiede nella California meridionale.